# Laura Mestre Hevia
Laure Mestre Hevia (L'Avana, 6 aprile 1867 – L'Avana, 11 gennaio 1944) è stata una scrittrice, traduttrice e grecista cubana.

## Biografia
Laura Mestre nacque in una facoltosa famiglia cubana e all'età di diciotto anni pubblicò insieme alla sorella La somba, la traduzione spagnola di un romanzo francese di M. A. Gennevraye. Nel corso della giovinezza avrebbe viaggiando in Francia e Italia, visitando Parigi e Firenze. Pur non essendo mai stata iscritta all'università, frequentò corsi organizzati dalle facoltà umanistiche, apprendendo il latino, il greco, l'inglese, l'italiano e le rispettive letterature.
Dopo che i suoi tentativi di inserirsi nella vita pubblica furono frustrati, si dedicò esclusivamente ai suoi studi. Nel 1931 fu candidata al Premio Nobel per la letteratura. Nel corso della sua vita pubblicò traduzioni in spagnolo degli epinici di Pindaro e delle liriche di Saffo e Anacreonte, ma anche monografie di critica letteraria, come Literatura Moderna. Estudios y narraciones (1939).
Morì cinquantaseienne nella natia L'Avana, lasciando incompiuta una traduzione in spagnolo (la prima realizzata da una donna) dell'Iliade e dell'Odissea.

## Opere (parziale)
- (ES) Estudios griegos, Imprenta Avisador comercial, 1929.
- (ES) Literatura Moderna. Estudios y narraciones, Imprenta Avisador comercial, 1930.